# Alfredo Todisco
Alfredo Todisco (Melfi, 8 maggio 1920 – Milano, 8 marzo 2010) è stato un giornalista e scrittore italiano.

## Biografia
Crebbe a Trieste, dove strinse un intenso rapporto con il poeta Umberto Saba. Esordì nel giornalismo a Roma nel 1949, collaborando con Il Mondo di Mario Pannunzio. Successivamente entrò nella redazione de L'Europeo di Arrigo Benedetti, per diventare in seguito corrispondente e inviato speciale de La Stampa e del Corriere della Sera.
Vincitore del Premio Saint-Vincent nel 1955, è stato autore di romanzi nei quali ha dipinto complesse situazioni psicologiche e sentimentali, fortemente ispirato dall'opera di Italo Svevo. La centralità dell'esperienza psicoanalitica nei suoi romanzi era dovuta anche alla sua amicizia con Cesare Musatti. I suoi romanzi più importanti sono Il corpo (1972), finalista al Premio Viareggio e dal quale fu tratto il film La notte dell'alta marea di Luigi Scattini, e Rimedi per il mal d'amore (1991).
Fu tra i primi, negli anni '70, a far conoscere al grande pubblico l'amore per l'ecologia. Al Corriere della Sera, insieme con Antonio Cederna, portò avanti la battaglia per la difesa dell'ambiente e del paesaggio e l'analisi dei rapporti fra gli esseri umani, le attività produttive, i consumi e la natura.

## Opere
- Irene in Africa, Trieste, Editore Floriano Zigiotti, 1949.
- Viaggio in India, Torino, Einaudi, 1962.
- Campionario, Firenze, Vallecchi, 1966.
- Il corpo, Milano, Rusconi, 1972. - finalista al Premio Viareggio
- Animali addio, Torino, Società Editrice Internazionale, 1973.
- Breviario di ecologia, Milano, Rusconi, 1974.
- Storia naturale di una passione, Milano, Rizzoli, 1976. - finalista al Premio Campiello[4]
- La prima spiaggia, Milano, Rizzoli, 1978. - Introduzione di Giuseppe Prezzolini, Milano, BUR-Rizzoli, 1984.
- Un seduttore pentito, Milano, Rizzoli, 1983.
- Ma che lingua parliamo. Indagine sull'italiano di oggi, Milano, Longanesi, 1984, ISBN 978-88-304-0233-1.
- Taccuino africano, Milano, Arnoldo Mondadori Editore, 1987, ISBN 978-88-04-30596-5.
- Rimedi per il mal d´amore, Milano, Arnoldo Mondadori Editore, 1991, ISBN 978-88-04-40353-1.
- Odio d'amore, Milano, Arnoldo Mondadori Editore, 1992, ISBN 978-88-04-36260-9.
- L'alba delle passioni, Milano, Arnoldo Mondadori Editore, 1994, ISBN 978-88-04-38319-2.
- La bambinaia, Milano, Arnoldo Mondadori Editore, 1996, ISBN 978-88-04-41017-1.